# Galantuomini
Galantuomini è un film del 2008, diretto da Edoardo Winspeare.

## Trama
Lecce, anni '90. Ignazio De Raho è uno stimato giudice, da poco rientrato in città dopo aver lavorato per molti anni al Nord. Rivede Lucia Rizzo, la donna di cui è sempre stato segretamente innamorato fin da piccolo. La donna lavora come rappresentante di profumi, ma si tratta di una copertura. In realtà Lucia è diventata il braccio destro del boss Carmine Zà, uno dei capi della Sacra Corona Unita, la nuova organizzazione criminale che in quegli anni raggiunge il suo apice di potenza e  di ferocia. Ignazio ritrova anche il suo amico d'infanzia Fabio Bray, con cui, insieme all'indomita Lucia, formava un terzetto indivisibile negli anni della loro giovinezza. Erano gli anni '60, quando il Salento era considerato ancora una "isola felice". Una sera Fabio si ferma a giocare a biliardo al bar di Luigi Infantino, uno dei più attivi spacciatori della zona e padre di un bambino avuto con Lucia. Il giorno dopo Fabio viene ritrovato senza vita per una dose di droga tagliata male. A Ignazio, sconvolto per l'accaduto, viene affidato il caso. Ma, nel cercare di smascherare lo spaccio di droga che fa capo alla SCU, scopre che Lucia non solo è coinvolta, ma che è addirittura una sorta di boss della mafia pugliese. Il mondo di Ignazio va in crisi. Dilaniato dal conflitto, si dimette dal caso. Ma una notte, dopo uno scontro a fuoco tra cosche rivali, Lucia braccata da tutti bussa alla porta di Ignazio, facendo presagire il suo pentimento (una collaborazione con la giustizia).

## Distribuzione
Presentato in concorso al Festival Internazionale del Film di Roma 2008, è uscito nelle sale cinematografiche italiane il 21 novembre 2008, incassando complessivamente 566000 €.

## Riconoscimenti
- 2009 - David di Donatello
  - Nomination Migliore attrice protagonista a Donatella Finocchiaro
- 2009 - Nastro d'argento
  - Nomination Migliore attrice protagonista a Donatella Finocchiaro
  - Nomination Migliore attore non protagonista a Beppe Fiorello
- 2008 - Festival Internazionale del Film di Roma
  - Migliore interpretazione femminile a Donatella Finocchiaro
- 2009 - Premio Bif&st
  - Premio Anna Magnani a Donatella Finocchiaro
- 2009 - Ischia Film Festival
  - Premio Castello Aragonese per la regia a Edoardo Winspeare